# I’ll Cry Instead

Az I'll Cry Instead a The Beatles együttes 1964-es dala az A Hard Day’s Night albumról . Szerzője John Lennon, azonban Lennon–McCartney szerzőség alatt jelent meg. A dal az album mellett kislemezen is megjelent Egyesült Államokban (mindkettő B-oldalán az I'm Happy Just to Dance with You volt megtalálható), amely a slágerlisták 25. helyét érte el.
A dalt Lennon az Egy nehéz nap éjszakája című filmhez komponálta. A dal kesernyés hangulata Lennon akkori állapotát jelzi. 
A dalt 1964. június 1-én rögzítették az I'll Be Back dal előtt, két részletben. Majd a dal keverésekor az első szakasz 6. és a második 8. felvételét ollózták egybe. A felvételhez több pletyka is kötődik: az egyik ilyen, hogy a mély bugi riffet Carl Perkins játszotta fel. Tony Barrow újságíró a dal egyik jegyzékében a duplázott éneket eredetileg Lennon-McCartney duettnek írta. Valamint a csörgődobot Lennon-nak tuladjonították eredetileg (de neki nem is volt jó ritmusérzéke). Mivel nem tudták a Thornbury játszóteren forgatott jelenet milyen hosszú lesz a kész filmben, ezért egy duplikált verziót is készítettek június 4-én, amely az első verzét ismétli meg 1 perc 11 másodperctől.
A dalt a film producere, Richard Lester végül elvetette, ami szerinte önsajnáló szövege és nőellenes hangulata miatt nem illett a jelenethez. 
A dal címe az amerikai kiadású A Hard Day's Night (Original Motion Pictures Soundtrack) albumon I Cry Instead címen szerepel. A később piacra dobott Something New albumon a dal hosszabb kiadása szerepel.
Amikor a United Artists cégnél 1980-ban lejárt a film forgalmazási joga, azt Walter Shenson szerezte meg. Ekkor a film nyitójeleneteként egy fotó kollázst készített, melynek aláfestőzenéje volt Lennon dala.

## Közreműködött
Ian MacDonald szerint:
- John Lennon – duplázott ének,akusztikus ritmusgitár
- Paul McCartney – basszusgitár
- George Harrison – szólógitár
- Ringo Starr – dob, csörgődob